# Genesis (2009)
Genesis (2009) foi um evento pay-per-view realizado pela Total Nonstop Action Wrestling, ocorreu no dia 11 de janeiro de 2009, no Cricket Arena em Charlotte, Carolina do Norte. Pela primeira vez foi realizado em janeiro, as edições anteriores ocorreram todas em novembro. Esta foi a quarta edição da cronologia do Genesis.
O evento marcou um rematch entre Kurt Angle e Jeff Jarrett do combate ocorrido no Bound for Glory IV. Angle conseguiu essa revanche ao derrotar Rhino no Final Resolution. Angle derrotou Jarret.
Ocorreu a disputa da final do torneio pelo vago TNA X Division Championship onde Alex Shelley derrotou Chris Sabin.
Beer Money, Inc. formado por Robert Roode e James Storm derrotararam Consequences Creed e Jay Lethal e Matt Morgan e Abyss para vencerem o TNA World Tag Team Championship.
A luta entre Awesome Kong e Christy Hemme não pode ser realizada devido a uma lesão de Hemme.Jim Cornette marcou então um combate entre Rhaka Khan, Raisha Saeed e Sojourner Bolt contra O.D.B., Roxxi e Taylor Wilde. Valendo uma luta futura pelo TNA Knockout Women's Championship para a lutadora que fizesse o pin; O.B.D. fez o pinou Raisha Saeed para garantir o direito. Após a luta Kong atacou O.B.D..
O TNA World Heavyweight Champion Sting derrotou Rhino para manter seu título.
Kevin Nash lesionado foi substituído na luta principal que iria participar junto com The Main Event Mafia por Cute Kip.
Outro destaque foi o retorno de Mick Foley aos combates.

## Resultados
| #                              | Lutas | Estipulação                                            | Tempo |
| ------------------------------ | --- | ------------------------------------------------------ | ----- |
| 1                              | LAX (Hernandez e Homicide) e Eric Young derrotaram Sonjay Dutt, Jimmy Rave e Kioshi. - Dutt eliminou Young (10:23) - Rave eliminou Homicide (11:27) - Hernandez eliminou Kiyoshi (12:45) - Hernandez eliminou Dutt (13:04) - Hernandez eliminou Rave (13:43) | Six Man Elimination Tag team match                     | 13:43 |
| 2                              | Alex Shelley derrotou Chris Sabin. | Singles match pelo vago TNA X Division Championship    | 16:38 |
| 3                              | Shane Sewell derrotou Sheik Abdul Bashir. | Singles match                                          | 10:18 |
| 4                              | Beer Money, Inc. (Robert Roode e James Storm) (com Jacqueline) derrotaram Consequences Creed e Jay Lethal (c) e Matt Morgan e Abyss. | 3-Way match pelo TNA World Tag Team Championship       | 15:19 |
| 5                              | O.D.B., Roxxi e Taylor Wilde derrotaram Rhaka Khan, Raisha Saeed e Sojourner Bolt. | Six Woman Tag team match                               | 07:44 |
| 6                              | Kurt Angle derrotou Jeff Jarrett. | Grudge Rematch                                         | 21:59 |
| 7                              | Sting (c) derrotou Rhino. | Singles match pelo TNA World Heavyweight Championship. | 08:18 |
| 8                              | Mick Foley e The TNA Front Line (A.J. Styles e Brother Devon) derrotaram The Main Event Mafia (Booker T (com Sharmell Sullivan), Scott Steiner) e Cute Kip.                                                                                                  | Six Man Hardcore Tag Team match                        | 14:02 |
| (c) - Campeão(s) antes da luta | |                                                        |       |

### Torneio pelo vago X Division Championship
|  | Quartas-de-final (TV - TNA Impact!) | Quartas-de-final (TV - TNA Impact!) | Quartas-de-final (TV - TNA Impact!) |              |              | Semi-finais (TV - Impact!) | Semi-finais (TV - Impact!) | Semi-finais (TV - Impact!) |  |  | Final (PPV - Genesis) | Final (PPV - Genesis) | Final (PPV - Genesis) |  |
|  |                                     |                                     |                                     |              |              |                            |                            |                            |  |  |                       |                       |                       |  |
|  | Eric Young                          | Eric Young                          | Pin                                 |              |              |                            |                            |                            |  |  |                       |                       |                       |  |
|  | Eric Young                          | Eric Young                          | Pin                                 |              |              |                            |                            |                            |  |  |                       |                       |                       |  |
|  | Sheik Abdul Bashir                  | Sheik Abdul Bashir                  | *                                   |              |              |                            |                            |                            |  |  |                       |                       |                       |  |
|  | Sheik Abdul Bashir                  | Sheik Abdul Bashir                  | *                                   |              | Eric Young   | Eric Young                 | *                          |                            |  |  |                       |                       |                       |  |
|  |                                     |                                     |                                     |              | Eric Young   | Eric Young                 | *                          |                            |  |  |                       |                       |                       |  |
|  |                                     |                                     | Alex Shelley                        | Alex Shelley | Pin          |                            |                            |                            |  |  |                       |                       |                       |  |
|  | Alex Shelley                        | Alex Shelley                        | Alex Shelley                        | Alex Shelley | Pin          | Pin                        |                            |                            |  |  |                       |                       |                       |  |
|  | Alex Shelley                        | Alex Shelley                        |                                     |              |              |                            |                            |                            |  |  |                       |                       |                       |  |
|  | Jay Lethal                          | Jay Lethal                          | *                                   |              |              |                            |                            |                            |  |  |                       |                       |                       |  |
|  | Jay Lethal                          | Jay Lethal                          | *                                   |              | Alex Shelley | Alex Shelley               | Pin                        |                            |  |  |                       |                       |                       |  |
|  |                                     |                                     |                                     |              |              |                            |                            |                            |  |  |                       |                       |                       |  |
|  |                                     |                                     | Chris Sabin                         | Chris Sabin  | 16:38        |                            |                            |                            |  |  |                       |                       |                       |  |
|  | Chris Sabin                         | Chris Sabin                         | Chris Sabin                         | Chris Sabin  | 16:38        | Pin                        |                            |                            |  |  |                       |                       |                       |  |
|  | Chris Sabin                         | Chris Sabin                         |                                     |              |              |                            |                            |                            |  |  |                       |                       |                       |  |
|  | Sonjay Dutt                         | Sonjay Dutt                         | *                                   |              |              |                            |                            |                            |  |  |                       |                       |                       |  |
|  | Sonjay Dutt                         | Sonjay Dutt                         | *                                   |              | Chris Sabin  | Chris Sabin                | Pin                        |                            |  |  |                       |                       |                       |  |
|  |                                     |                                     |                                     |              | Chris Sabin  | Chris Sabin                | Pin                        |                            |  |  |                       |                       |                       |  |
|  |                                     |                                     | Kioshi                              | Kioshi       | *            |                            |                            |                            |  |  |                       |                       |                       |  |
|  | Consequences Creed                  | Consequences Creed                  | Kioshi                              | Kioshi       | *            | Pin                        |                            |                            |  |  |                       |                       |                       |  |
|  | Consequences Creed                  | Consequences Creed                  |                                     |              |              |                            |                            |                            |  |  |                       |                       |                       |  |
|  | Kioshi                              | Kioshi                              | *                                   |              |              |                            |                            |                            |  |  |                       |                       |                       |  |